# Massa
Massa este un oraș în Italia. Massa este un oraș minier însă găsim aici și câteva obiective turistice interesante: Palazzo Del Podesta, Torre Del Candeliere sau Domul Massa Maritima, care fac din acest oraș o atracție turistică atractivă, mai ales prin clima mediteraneeană și poziționarea orașului în apropierea Mării Ligurice. Populația aproximativă a orașului Massa este de 70.000 locuitori. Este cel mai mare oraș al provinciei Massa-Carrara din regiune Toscana.

## Demografie
Massa - evoluția demografică

|  | Graficele sunt indisponibile din cauza unor probleme tehnice. Mai multe informații se găsesc la Phabricator și la wiki-ul MediaWiki. |

Date: Recensăminte sau birourile de statistică - grafică realizată de Wikipedia